# Хелффрих, Йозеф
Йозеф Хелффрих (нем. Joseph Helffrich; 12 января 1890, Мангейм — 26 декабря 1971, Мангейм-Некарау) — немецкий астроном, первооткрыватель ряда астероидов, который работал в Гейдельбергской обсерватории, Германия. В период с 1909 по 1911 год им было обнаружено в общей сложности 13 астероидов. В 1913 году окончил Гейдельбергский университет, где защитил докторскую диссертацию.
В знак признания заслуг Йозефа Хелффриха его имя было присвоено одному из астероидов — (2290) Хелффрих.
| Открытые астероиды: 13 | Открытые астероиды: 13 |
| ---------------------- | ---------------------- |
| (697) Галилея          | 14 февраля 1910        |
| (698) Эрнестина        | 5 марта 1910           |
| (699) Хела             | 5 июня 1910            |
| (700) Ауравиктрикс     | 5 июня 1910            |
| (701) Ориола           | 12 июля 1910           |
| (702) Алауда           | 16 июля 1910           |
| (706) Гирундо          | 9 октября 1910         |
| (708) Рафаэла          | 3 февраля 1911         |
| (709) Фрингилла        | 3 февраля 1911         |
| (713) Люсциния         | 18 апреля 1911         |
| (714) Улула            | 18 мая 1911            |
| (2056) Нэнси           | 15 октября 1909        |
| (3861) Лоренц          | 30 марта 1910          |